# Lista krążowników liniowych
W pierwszej połowie XX wieku wiele krajów zbudowało lub planowało budowę krążowników liniowych: dużych jednostek floty cechujących się dużą prędkością maksymalną, ale opancerzeniem słabszym w porównaniu do pancerników z generacji drednotów. Pierwsze krążowniki liniowe (typu Invincible) powstały na skutek działań brytyjskiego Pierwszego Lorda Morskiego Johna Fishera i pojawiły się w 1908, dwa lata po rewolucyjnym pancerniku HMS „Dreadnought”. W tym samym roku Niemcy odpowiedziały własnym krążownikiem SMS „Von der Tann”. W ciągu kolejnej dekady Wielka Brytania i Niemcy zbudowały odpowiednio kolejnych dwanaście i sześć krążowników liniowych. Inne marynarki dołączyły do nich: HMAS „Australia” weszła do służby w Royal Australian Navy w 1913, Japonia zbudowała cztery jednostki typu Kongō w latach 1911–1915, a w drugiej połowie 1912 Rosja położyła stępki czterech jednostek typu Izmaił, które jednak nie zostały nigdy ukończone. Dwa inne kraje rozważały wprowadzenie do służby krążowników liniowych, ale nie zakończyły tego procesu: Francja rozważała kilka projektów studyjnych w 1913 i 1914, a Stany Zjednoczone zamówiły sześć jednostek typu Lexington w 1916, których budowa w tej formie nie została nigdy zakończona.
Brytyjskie i niemieckie krążowniki liniowe były używane bardzo intensywnie w czasie I wojny światowej (1914-1918), uczestniczyły między innymi w bitwach koło Helgolandu i na Dogger Bank oraz największej – bitwie jutlandzkiej (31 maja – 1 czerwca 1916), w czasie której jeden niemiecki i trzy brytyjskie krążowniki liniowe zostały zatopione. Japońskie krążowniki liniowe nie brały udziału w walkach, ponieważ niemiecka obecność morska na Pacyfiku została zniszczona przez Wielką Brytanię w pierwszych miesiącach konfliktu. Wielka Brytania i Niemcy próbowały zbudować dodatkowe krążowniki liniowe w czasie wojny – odpowiednio jednostki typu Admiral oraz Mackensen i Ersatz Yorck – ale zmiana priorytetów na korzyść mniejszych jednostek spowodowała, że żaden nowy krążownik nie został ukończony. Wraz z końcem wojny niemiecka Hochseeflotte została internowana, a następnie jej jednostki zostały samozatopione w Scapa Flow.
Zaraz po I wojnie światowej Wielka Brytania, Japonia i Stany Zjednoczone rozważały budowę nowych krążowników liniowych – odpowiednio jednostki typu G3, Amagi i ulepszoną wersję Lexington. Mając nadzieję uniknąć kolejnego rujnującego państwa wyścigu zbrojeń, te trzy państwa, wraz z Francją i Włochami, podpisały traktat waszyngtoński w 1922. Wprowadzał on moratorium na budowę nowych jednostek. Klauzule w traktacie dawały jednak Wielkiej Brytanii, Japonii i USA szansę przebudowy kilku ich krążowników liniowych na lotniskowce. Jedynie kilka krążowników liniowych przetrwało ograniczenia sił. W latach 30. XX wieku kilka marynarek rozważało budowę nowych jednostek określanych jako „zabójcy krążowników” (ang. cruiser killer), wśród nich były Niemcy z jednostkami typu O, Holendrzy z projektem 1047 oraz ZSRR z projektem 69 (Kronsztad). Wybuch II wojny światowej we wrześniu 1939 wstrzymał jednak wszystkie te projekty.
W czasie wojny ocalałe krążowniki liniowe brały często udział w akcjach i wiele z nich zostało zatopionych. Cztery japońskie krążowniki typu Kongō zostały przebudowane na szybkie krążowniki w latach 30. XX wieku, ale wszystkie zostały zatopione w czasie konfliktu. Z trzech brytyjskich krążowników liniowych znajdujących się w służbie HMS „Hood” i HMS „Repulse” zostały zatopione, ale HMS „Renown” przetrwał wojnę. Jedynym innym ocalałym krążownikiem liniowym po zakończeniu II wojny światowej był ex-niemiecki SMS „Goeben”, który został przekazany Turcji w czasie I wojny światowej i przemianowano go na „Yavuz Sultan Selim”.
Zaproponowano także kilka nowych typów jednostek, w tym amerykański typ Alaska oraz japoński projekt B-65. Jednostki typu Alaska były oficjalnie klasyfikowane jako „wielkie krążowniki”, ale wielu historyków morskich określa je mianem krążowników liniowych. Jedynie dwie amerykańskie jednostki zostały zbudowane przed końcem wojny. W realiach powojennego ograniczania sił „Renown” i dwie jednostki typu Alaska zostały wycofane ze służby, a później zezłomowane. „Yavuz Sultan Selim” – ostatni ocalały krążownik liniowy na świecie – dotrwał do początku lat 70. XX wieku, gdy został także wysłany do stoczni złomowej. Jedynie ZSRR rozważało budowę nowych krążowników liniowych po II wojnie światowej. Stępki trzech jednostek projektu 82 (Stalingrad), popieranych silnie przez Stalina, zostały położone na początku lat 50. XX wieku, ale ich budowa została przerwana po śmierci dyktatora w 1953.

## Legenda

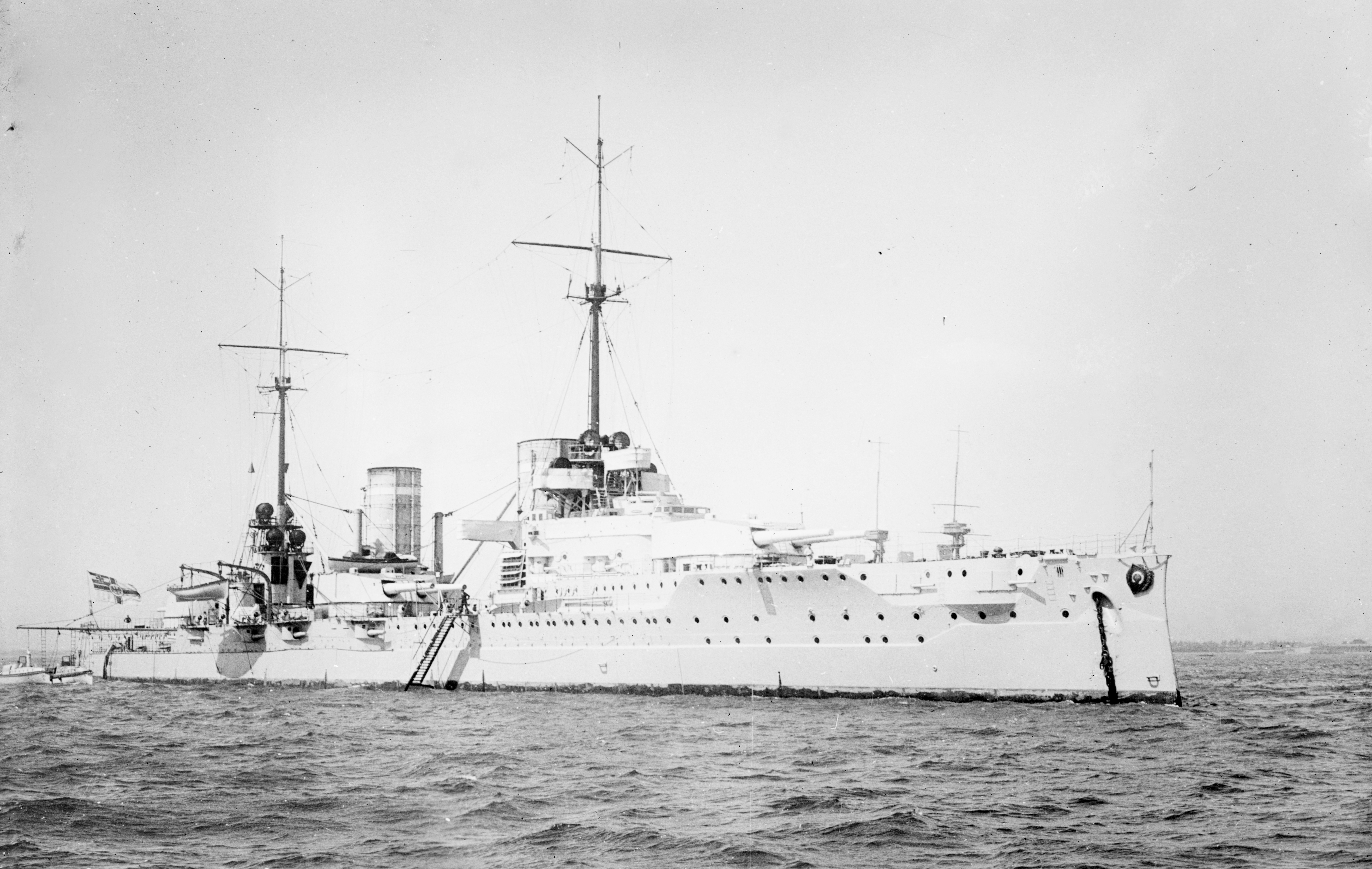
SMS „Von der Tann” – pierwszy niemiecki krążownik liniowy

Lista typów krążowników liniowych zawiera wszystkie krążowniki ułożone chronologicznie według daty wejścia do służby. Typy, które nie weszły do służby są ułożone według daty przerwania budowy lub ostatnich prac nad projektem.
| Artyleria główna  | Liczba i kaliber dział artylerii głównej.                |
| Wyporność         | Pełna wyporność okrętu                                   |
| Napęd             | Liczba śrub napędowych, typ napędu, prędkość maksymalna  |
| Służba            | Data rozpoczęcia budowy, wejścia do służby oraz jego los |
| Położenie stępki  | Data położenia stępki                                    |
| Wejście do służby | Data wejścia do służby                                   |

## Wielka Brytania
| Okręt                      | Artyleria główna | Opancerzenie | Wyporność                     | Napęd                               | Służba                         | Służba                          | Służba                                                                           |
| Okręt                      | Artyleria główna | Opancerzenie | Wyporność                     | Napęd                               | Położenie stępki               | Wejście do służby               | Los                                                                              |
| -------------------------- | ---------------- | ------------ | ----------------------------- | ----------------------------------- | ------------------------------ | ------------------------------- | -------------------------------------------------------------------------------- |
| HMS „Invincible”           | 8 × 305 mm       | 152 mm       | 20 420 długich ton (20 748 t) | 4 śruby, turbiny parowe, 25 węzłów  | 2 kwietnia 1906                | 20 marca 1909                   | eksplodował w czasie bitwy jutlandzkiej 31 maja 1916                             |
| HMS „Inflexible”           | 8 × 305 mm       | 152 mm       | 20 420 długich ton (20 748 t) | 4 śruby, turbiny parowe, 25 węzłów  | 5 lutego 1906                  | 20 października 1908            | sprzedane na złom 1 grudnia 1921                                                 |
| HMS „Indomitable”          | 8 × 305 mm       | 152 mm       | 20 420 długich ton (20 748 t) | 4 śruby, turbiny parowe, 25 węzłów  | 1 marca 1906                   | 20 czerwca 1908                 | sprzedane na złom 1 grudnia 1921                                                 |
| HMS „Indefatigable”        | 8 × 305 mm       | 152 mm       | 22 430 długich ton (22 790 t) | 4 śruby, turbiny parowe, 25 węzłów  | 23 lutego 1909                 | 24 lutego 1911                  | eksplodował w czasie bitwy jutlandzkiej 31 maja 1916                             |
| HMS „New Zealand”          | 8 × 305 mm       | 152 mm       | 22 430 długich ton (22 790 t) | 4 śruby, turbiny parowe, 25 węzłów  | 20 czerwca 1910                | 19 listopada 1912               | sprzedany na złom, 19 grudnia 1922                                               |
| HMS „Lion”                 | 8 × 343 mm       | 229 mm       | 30 820 długich ton (31 315 t) | 4 śruby, turbiny parowe, 28 węzłów  | 29 listopada 1909              | 4 czerwca 1912                  | sprzedany na złom, 31 stycznia 1924                                              |
| HMS „Princess Royal”       | 8 × 343 mm       | 229 mm       | 30 820 długich ton (31 315 t) | 4 śruby, turbiny parowe, 28 węzłów  | 2 maja 1910                    | 14 listopada 1912               | złomowany, proces rozpoczęto 13 sierpnia 1923                                    |
| HMS „Queen Mary”           | 8 × 343 mm       | 229 mm       | 31 844 długich ton (32 355 t) | 4 śruby, turbiny parowe, 28 węzłów  | 6 marca 1911                   | 4 września 1913                 | eksplodował w czasie bitwy jutlandzkiej 31 maja 1916                             |
| HMS „Tiger”                | 8 × 343 mm       | 229 mm       | 33 260 długich ton (33 794 t) | 4 śruby, turbiny parowe, 28 węzłów  | 6 czerwca 1912                 | 3 października 1914             | sprzedany na złom w lutym 1932                                                   |
| HMS „Renown”               | 6 × 381 mm       | 152 mm       | 32 220 długich ton (32 737 t) | 4 śruby, turbiny parowe, 31,5 węzła | 25 stycznia 1915               | 20 września 1916                | sprzedany na złom w sierpniu 1948                                                |
| HMS „Repulse”              | 6 × 381 mm       | 152 mm       | 32 220 długich ton (32 737 t) | 4 śruby, turbiny parowe, 31,5 węzła | 25 stycznia 1915               | 14 listopada 1916               | zatopiony przez japoński atak lotniczy 10 grudnia 1941                           |
| HMS „Courageous”           | 4 × 381 mm       | 51 mm        | 22 560 długich ton (22 922 t) | 4 śruby, turbiny parowe, 32 węzły   | 28 marca 1915                  | 28 października 1916            | zatopiony przez U-29 17 września 1939                                            |
| HMS „Glorious”             | 4 × 381 mm       | 51 mm        | 22 560 długich ton (22 922 t) | 4 śruby, turbiny parowe, 32 węzły   | 1 maja 1915                    | 14 października 1916            | zatopiony przez niemieckie pancerniki „Scharnhorst” i „Gneisenau” 8 czerwca 1940 |
| HMS „Furious”              | 2 × 457 mm       | 51 mm        | 22 890 długich ton (23 257 t) | 4 śruby, turbiny parowe, 32 węzły   | 8 czerwca 1915                 | 26 czerwca 1917                 | sprzedany na złom 15 marca 1948                                                  |
| HMS „Hood”                 | 8 × 381 mm       | 305 mm       | 46 680 długich ton (47 429 t) | 4 śruby, turbiny parowe, 31 węzłów  | 1 września 1916                | 15 maja 1920                    | zatopiony przez pancernik „Bismarck” 24 maja 1941                                |
| HMS „Anson”                | 8 × 381 mm       | 305 mm       | 46 680 długich ton (47 429 t) | 4 śruby, turbiny parowe, 31 węzłów  | 9 listopada 1916               | projekt zawieszony w marcu 1917 | anulowany 27 lutego 1919                                                         |
| HMS „Howe”                 | 8 × 381 mm       | 305 mm       | 46 680 długich ton (47 429 t) | 4 śruby, turbiny parowe, 31 węzłów  | 16 października 1916           | projekt zawieszony w marcu 1917 | anulowany 27 lutego 1919                                                         |
| HMS „Rodney”               | 8 × 381 mm       | 305 mm       | 46 680 długich ton (47 429 t) | 4 śruby, turbiny parowe, 31 węzłów  | 9 października 1916            | projekt zawieszony w marcu 1917 | anulowany 27 lutego 1919                                                         |
| Krążowniki liniowe typu G3 | 9 × 406 mm       | 356 mm       | 53 909 długich ton (54 774 t) | 4 śruby, turbiny parowe, 31 węzłów  | zamówione 26 października 1921 | anulowany w lutym 1922          |                                                                                  |

## Niemcy
| Okręt                       | Artyleria główna    | Opancerzenie | Wyporność                     | Napęd                                                                           | Służba              | Służba            | Służba                                                                                                 |
| Okręt                       | Artyleria główna    | Opancerzenie | Wyporność                     | Napęd                                                                           | Położenie stępki    | Wejście do służby | Los |
| --------------------------- | ------------------- | ------------ | ----------------------------- | ------------------------------------------------------------------------------- | ------------------- | ----------------- | --- |
| SMS „Von der Tann”          | 8 × 28 cm SK L/45   | 25 cm        | 21 300 t (21 000 długich ton) | 4 śruby napędowe, turbiny parowe systemu Parsonsa, prędkość maksymalna 27,75 w. | 21 marca 1908       | 1 września 1910   | samozatopiony w Scapa Flow 21 czerwca 1919, wrak podniesiono w latach 30. XX w. i zezłomowano w Rosyth |
| SMS „Moltke”                | 10 × 28 cm SK L/50  | 28 cm        | 25 400 t (25 000 długich ton) | 4 śruby napędowe, turbiny parowe Parsonsa, prędkość maksymalna 28,4 w.          | 7 grudnia 1908      | 30 sierpnia 1911  | samozatopiony w Scapa Flow 21 czerwca 1919, wrak podniesiono w 1927 i zezłomowano w Rosyth             |
| SMS „Goeben”                | 10 × 28 cm SK L/50  | 28 cm        | 25 400 t (25 000 długich ton) | 4 śruby napędowe, turbiny parowe Parsonsa, prędkość maksymalna 28 w.            | 28 sierpnia 1909    | 2 lipca 1912      | przekazany Imperium Osmańskiemu, 16 sierpnia 1914, zezłomowany w 1973                                  |
| SMS „Seydlitz”              | 10 × 28 cm          | 30,5 cm      | 28 550 t (28 100 długich ton) | 4 śruby napędowe, turbiny parowe Parsonsa, prędkość maksymalna 28,1 w           | 4 lutego 1911       | 22 maja 1913      | samozatopiony w Scapa Flow 21 czerwca 1919, wrak podniesiono w 1928 i zezłomowano w Rosyth             |
| SMS „Derfflinger”           | 8 × 30,5 cm SK L/50 | 30,5 cm      | 31 200 t (30 700 długich ton) | 4 śruby napędowe, turbiny parowe Parsonsa, prędkość maksymalna 25,5 w           | 30 marca 1912       | 1 września 1914   | samozatopiony w Scapa Flow 21 czerwca 1919, wrak podniesiono w 1939, rozebrany po 1946                 |
| SMS „Lützow”                | 8 × 30,5 cm SK L/50 | 30,5 cm      | 31 200 t (30 700 długich ton) | 4 śruby napędowe, turbiny parowe Parsonsa, prędkość maksymalna 26,4 w.          | maj 1912            | 8 sierpnia 1915   | zatopiony przez Niemcy po tym jak odniósł bardzo duże uszkodzenia w bitwie jutlandzkiej 1 czerwca 1916 |
| SMS „Hindenburg”            | 8 × 30,5 cm SK L/50 | 30,5 cm      | 31 500 t (31 000 długich ton) | 4 śruby napędowe, turbiny parowe Parsonsa, prędkość maksymalna 26,6 w.          | 1 października 1913 | 10 maja 1917      | samozatopiony w Scapa Flow 21 czerwca 1919, wrak podniesiono w 1930, złomowany w latach 1930–1932      |
| SMS „Mackensen”             | 8 × 35 cm           | 30,5 cm      | 35 300 t (34 700 długich ton) | 4 śruby napędowe, turbiny parowe Parsonsa, prędkość maksymalna 28 w.            | 1914                | –                 | budowę przerwano 17 listopada 1919, rozebrany w 1922                                                   |
| SMS „Graf Spee”             | 8 × 35 cm           | 30,5 cm      | 35 300 t (34 700 długich ton) | 4 śruby napędowe, turbiny parowe Parsonsa, prędkość maksymalna 28 w.            | 1915                | –                 | budowę przerwano 17 listopada 1919, rozebrany w 1921–22                                                |
| SMS „Prinz Eitel Friedrich” | 8 × 35 cm           | 30,5 cm      | 35 300 t (34 700 długich ton) | 4 śruby napędowe, turbiny parowe Parsonsa, prędkość maksymalna 28 w.            | 1915                | –                 | budowę przerwano 17 listopada 1919, rozebrany w 1921                                                   |
| SMS „Fürst Bismarck”        | 8 × 35 cm           | 30,5 cm      | 35 300 t (34 700 długich ton) | 4 śruby napędowe, turbiny parowe Parsonsa, prędkość maksymalna 28 w.            | 1915                | –                 | budowę przerwano 17 listopada 1919, rozebrany w 1922                                                   |
| „Ersatz Yorck”              | 8 × 38 cm           | 30,5 cm      | 38 000 t (37 400 długich ton) | 4 śruby napędowe, turbiny parowe Parsonsa, prędkość maksymalna 27,3 w.          | 1916                | –                 | zezłomowany 26 miesięcy przed zakończeniem prac                                                        |
| „Ersatz Gneisenau”          | 8 × 38 cm           | 30,5 cm      | 38 000 t (37 400 długich ton) | 4 śruby napędowe, turbiny parowe Parsonsa, prędkość maksymalna 27,3 w.          | 1916                | –                 | zezłomowany 26 miesięcy przed zakończeniem prac                                                        |
| „Ersatz Scharnhorst”        | 8 × 38 cm           | 30,5 cm      | 38 000 t (37 400 długich ton) | 4 śruby napędowe, turbiny parowe Parsonsa, prędkość maksymalna 27,3 w.          | 1916                | –                 | zezłomowany 26 miesięcy przed zakończeniem prac                                                        |

## Japonia
| Okręt                             | Artyleria główna | Opancerzenie | Wyporność                     | Napęd                                            | Służba            | Służba              | Służba                                                                                           |
| Okręt                             | Artyleria główna | Opancerzenie | Wyporność                     | Napęd                                            | Położenie stępki  | Wejście do służby   | Los                                                                                              |
| --------------------------------- | ---------------- | ------------ | ----------------------------- | ------------------------------------------------ | ----------------- | ------------------- | ------------------------------------------------------------------------------------------------ |
| „Kongō”                           | 8 × 356 mm       | 200 mm       | 27 500 długich ton (27 941 t) | 4 śruby, turbiny parowe, 27,5 w (później 30,5 w) | 17 stycznia 1911  | 16 sierpnia 1913    | storpedowany w Cieśninie Tajwańskiej, 21 listopada 1944                                          |
| „Hiei”                            | 8 × 356 mm       | 200 mm       | 27 500 długich ton (27 941 t) | 4 śruby, turbiny parowe, 27,5 w (później 30,5 w) | 4 listopada 1911  | 4 sierpnia 1914     | samozatopiony po bitwie koło Guadalcanal, 13 listopada 1942                                      |
| „Kirishima”                       | 8 × 356 mm       | 200 mm       | 27 500 długich ton (27 941 t) | 4 śruby, turbiny parowe, 27,5 w (później 30,5 w) | 17 marca 1912     | 19 kwietnia 1915    | zatonął po bitwie koło Guadalcanal, 15 listopada 1942                                            |
| „Haruna”                          | 8 × 356 mm       | 200 mm       | 27 500 długich ton (27 941 t) | 4 śruby, turbiny parowe, 27,5 w (później 30,5 w) | 16 marca 1912     | 19 kwietnia 1915    | zatopiony w czasie lotniczego ataku na Kure 28 lipca 1945                                        |
| „Amagi”                           | 8 × 406 mm       | 250 mm       | 46 000 długich ton (46 738 t) | 4 śruby, turbiny parowe, 30 w                    | 16 grudnia 1920   | –                   | zamówiono przebudowę na lotniskowiec, uszkodzony na pochylni przez trzęsienie ziemi, zezłomowany |
| „Akagi”                           | 8 × 406 mm       | 250 mm       | 46 000 długich ton (46 738 t) | 4 śruby, turbiny parowe, 30 w                    | 6 grudnia 1920    | grudzień 1923       | zamówiono przebudowę na lotniskowiec, ukończony                                                  |
| „Atago”                           | 8 × 406 mm       | 250 mm       | 46 000 długich ton (46 738 t) | 4 śruby, turbiny parowe, 30 w                    | 22 listopada 1921 | –                   | anulowany i zezłomowany                                                                          |
| „Takao”                           | 8 × 406 mm       | 250 mm       | 46 000 długich ton (46 738 t) | 4 śruby, turbiny parowe, 30 w                    | 19 grudnia 1921   | –                   | anulowany i zezłomowany                                                                          |
| Numer stoczniowy 795 (brak nazwy) | 9 × 310 mm       | 190 mm       | 34 000 długich ton (35 000 t) | 4 śruby, turbiny parowe, osiem kotłów, 34 w      | –                 | 1945 (projektowana) | Nie zamówione z powodu wojny                                                                     |
| Numer stoczniowy 796 (brak nazwy) | 9 × 310 mm       | 190 mm       | 34 000 długich ton (35 000 t) | 4 śruby, turbiny parowe, osiem kotłów, 34 w      | –                 | 1946 (projektowana) | Nie zamówione z powodu wojny                                                                     |

## Rosja / Związek Radziecki
| Okręt                        | Artyleria główna | Opancerzenie | Wyporność                     | Napęd                           | Służba            | Służba               | Służba                                       |
| Okręt                        | Artyleria główna | Opancerzenie | Wyporność                     | Napęd                           | Położenie stępki  | Wejście do służby    | Los                                          |
| ---------------------------- | ---------------- | ------------ | ----------------------------- | ------------------------------- | ----------------- | -------------------- | -------------------------------------------- |
| „Izmail” („Измаил”)          | 8 × 356 mm       | 237,5 mm     | 36 646 długich ton (37 234 t) | 4 śruby, turbiny parowe, 26,5 w | 19 grudnia 1912   | 22 czerwca 1915      | złomowany w 1931                             |
| „Borodino” („Бородино”)      | 8 × 356 mm       | 237,5 mm     | 36 646 długich ton (37 234 t) | 4 śruby, turbiny parowe, 26,5 w | 19 grudnia 1912   | 31 lipca 1915        | sprzedany na złom 21 sierpnia 1923           |
| „Kinburn” („Кинбурн”)        | 8 × 356 mm       | 237,5 mm     | 36 646 długich ton (37 234 t) | 4 śruby, turbiny parowe, 26,5 w | 19 grudnia 1912   | 30 października 1915 | sprzedany na złom 21 sierpnia 1923           |
| „Navarin” („Наварин”)        | 8 × 356 mm       | 237,5 mm     | 36 646 długich ton (37 234 t) | 4 śruby, turbiny parowe, 26,5 w | 19 grudnia 1912   | 9 listopada 1916     | sprzedany na złom 21 sierpnia 1923           |
| „Kronsztad” („Кронштадт”)    | 6 × 380 mm       | 230 mm       | 42,831 t (42,155 długich ton) | 3 śruby, turbiny parowe, 32 w   | 30 listopada 1939 | –                    | nakazano złomowanie 24 marca 1947            |
| „Sewastopol” („Севастополь”) | 6 × 380 mm       | 230 mm       | 42,831 t (42,155 długich ton) | 3 śruby, turbiny parowe, 32 w   | 5 listopada 1939  | –                    | nakazano złomowanie 24 marca 1947            |
| „Stalingrad” („Сталинград”)  | 9 × 305 mm       | 180 mm       | 42 300 t (41 632 długich ton) | 4 śruby, turbiny parowe, 35,5 w | listopad 1951     | 16 marca 1954        | kadłub użyty jako cel, następnie zezłomowany |
| „Moskwa” („Москва”)          | 9 × 305 mm       | 180 mm       | 42 300 t (41 632 długich ton) | 4 śruby, turbiny parowe, 35,5 w | wrzesień, 1952    | –                    | zezłomowany w 1953                           |
| „Kronsztad”? („Кронштадт”)   | 9 × 305 mm       | 180 mm       | 42 300 t (41 632 długich ton) | 4 śruby, turbiny parowe, 35,5 w | październik 1952  | –                    | zezłomowany w 1953                           |

## Australia
| Okręt            | Artyleria główna | Opancerzenie | Wyporność                     | Napęd                         | Służba           | Służba            | Służba                         |
| Okręt            | Artyleria główna | Opancerzenie | Wyporność                     | Napęd                         | Położenie stępki | Wejście do służby | Los                            |
| ---------------- | ---------------- | ------------ | ----------------------------- | ----------------------------- | ---------------- | ----------------- | ------------------------------ |
| HMAS „Australia” | 8 × 305 mm       | 229 mm       | 18 500 t (18 208 długich ton) | 4 śruby, turbiny parowe, 25 w | 23 czerwca 1910  | czerwiec 1913     | samozatopiony 12 kwietnia 1924 |

## Stany Zjednoczone
| Okręt                           | Artyleria główna | Opancerzenie | Wyporność                     | Napęd                               | Służba                    | Służba                                                              | Służba                                                              | Służba                                                              |
| Okręt                           | Artyleria główna | Opancerzenie | Wyporność                     | Napęd                               | Położenie stępki          | Wodowanie                                                           | Wejście do służby                                                   | Los                                                                 |
| ------------------------------- | ---------------- | ------------ | ----------------------------- | ----------------------------------- | ------------------------- | ------------------------------------------------------------------- | ------------------------------------------------------------------- | ------------------------------------------------------------------- |
| USS „Lexington” (CV-2, ex-CC-1) | 8 × 406 mm       | 178 mm       | 44 638 długich ton (45 354 t) | 4 śruby, napęd turboelektryczny, 33 | 8 stycznia 1921           | 3 października 1925                                                 | 14 grudnia 1927                                                     | zatopiony w czasie bitwy na Morzu Koralowym 8 maja 1942             |
| USS „Constellation” (CC-2)      | 8 × 406 mm       | 178 mm       | 44 638 długich ton (45 354 t) | 4 śruby, napęd turboelektryczny, 33 | 8 sierpnia 1920           | anulowany 17 sierpnia 1923 i sprzedany na złom                      | anulowany 17 sierpnia 1923 i sprzedany na złom                      | anulowany 17 sierpnia 1923 i sprzedany na złom                      |
| USS „Saratoga” (CV-3, ex-CC-3)  | 8 × 406 mm       | 178 mm       | 44 638 długich ton (45 354 t) | 4 śruby, napęd turboelektryczny, 33 | 25 września 1920          | 7 kwietnia 1925                                                     | 16 listopada 1927                                                   | zatopiony jako okręt-cel 25 lipca 1946                              |
| USS „Ranger” (CC-4)             | 8 × 406 mm       | 178 mm       | 44 638 długich ton (45 354 t) | 4 śruby, napęd turboelektryczny, 33 | 23 czerwca 1921           | anulowany 17 sierpnia 1923 i sprzedany na złom 8 listopada 1923     | anulowany 17 sierpnia 1923 i sprzedany na złom 8 listopada 1923     | anulowany 17 sierpnia 1923 i sprzedany na złom 8 listopada 1923     |
| USS „Constitution” (CC-5)       | 8 × 406 mm       | 178 mm       | 44 638 długich ton (45 354 t) | 4 śruby, napęd turboelektryczny, 33 | 25 września 1920          | anulowany 17 sierpnia 1923 i sprzedany na złom                      | anulowany 17 sierpnia 1923 i sprzedany na złom                      | anulowany 17 sierpnia 1923 i sprzedany na złom                      |
| USS „United States” (CC-6)      | 8 × 406 mm       | 178 mm       | 44 638 długich ton (45 354 t) | 4 śruby, napęd turboelektryczny, 33 | 25 września 1920          | anulowany 17 sierpnia 1923 i sprzedany na złom 25 października 1923 | anulowany 17 sierpnia 1923 i sprzedany na złom 25 października 1923 | anulowany 17 sierpnia 1923 i sprzedany na złom 25 października 1923 |
| USS „Alaska” (CB-1)             | 9 × 305 mm       | 229 mm       | 34 253 długich ton (34 803 t) | 4 śruby, turbiny parowe 33 w        | 17 grudnia 1941           | 15 sierpnia 1943                                                    | 17 czerwca 1944                                                     | sprzedany na złom 30 czerwca 1961                                   |
| USS „Guam” (CB-2)               | 9 × 305 mm       | 229 mm       | 34 253 długich ton (34 803 t) | 4 śruby, turbiny parowe 33 w        | 2 lutego 1942             | 12 listopada 1943                                                   | 17 września 1944                                                    | sprzedany na złom 24 maja 1961                                      |
| USS „Hawaii” (CB-3)             | 9 × 305 mm       | 229 mm       | 34 253 długich ton (34 803 t) | 4 śruby, turbiny parowe 33 w        | 20 grudnia 1943           | 3 listopada 1945                                                    | nie wszedł do służby                                                | sprzedany na złom 15 kwietnia 1959                                  |
| USS „Philippines” (CB-4)        | 9 × 305 mm       | 229 mm       | 34 253 długich ton (34 803 t) | 4 śruby, turbiny parowe 33 w        | anulowane 24 czerwca 1943 | anulowane 24 czerwca 1943                                           | anulowane 24 czerwca 1943                                           | anulowane 24 czerwca 1943                                           |
| USS „Puerto Rico” (CB-5)        | 9 × 305 mm       | 229 mm       | 34 253 długich ton (34 803 t) | 4 śruby, turbiny parowe 33 w        | anulowane 24 czerwca 1943 | anulowane 24 czerwca 1943                                           | anulowane 24 czerwca 1943                                           | anulowane 24 czerwca 1943                                           |
| USS „Samoa” (CB-6)              | 9 × 305 mm       | 229 mm       | 34 253 długich ton (34 803 t) | 4 śruby, turbiny parowe 33 w        | anulowane 24 czerwca 1943 | anulowane 24 czerwca 1943                                           | anulowane 24 czerwca 1943                                           | anulowane 24 czerwca 1943                                           |

## Francja
| Okręt                  | Artyleria główna | Opancerzenie | Wyporność                     | Napęd                         | Służba           | Służba            | Służba                             |
| Okręt                  | Artyleria główna | Opancerzenie | Wyporność                     | Napęd                         | Położenie stępki | Wejście do służby | Los                                |
| ---------------------- | ---------------- | ------------ | ----------------------------- | ----------------------------- | ---------------- | ----------------- | ---------------------------------- |
| projekt Gille’a        | 12 × 340 mm      | 280 mm       | 28 247 t (27 801 długich ton) | 4 śruby, turbiny parowe, 28 w | –                | –                 | stworzono jedynie projekt studyjny |
| projekt Durand-Viela A | 8 × 340 mm       | 280 mm       | 27 500 t (27 066 długich ton) | 4 śruby, turbiny parowe, 28 w | –                | –                 | stworzono jedynie projekt studyjny |
| projekt Durand-Viela B | 12 × 370 mm      | 280 mm       | 27 500 t (27 066 długich ton) | 4 śruby, turbiny parowe, 28 w | –                | –                 | stworzono jedynie projekt studyjny |

## Holandia
| Okręt        | Artyleria główna | Opancerzenie | Wyporność                     | Napęd                         | Służba           | Służba            | Służba                                               |
| Okręt        | Artyleria główna | Opancerzenie | Wyporność                     | Napęd                         | Położenie stępki | Wejście do służby | Los                                                  |
| ------------ | ---------------- | ------------ | ----------------------------- | ----------------------------- | ---------------- | ----------------- | ---------------------------------------------------- |
| projekt 1047 | 9 × 28 cm        | 229 mm       | 27 988 t (27 546 długich ton) | 4 śruby, turbiny parowe, 34 w | –                | –                 | projekt przerwany po niemieckiej inwazji w maju 1940 |